# 4794 Bogard
4794 Bogard è un asteroide della fascia principale. Scoperto nel 1988, presenta un'orbita caratterizzata da un semiasse maggiore pari a 2,2719517 UA e da un'eccentricità di 0,1151590, inclinata di 5,39866° rispetto all'eclittica.